# Diestrammena chenhui
Diestrammena chenhui är en insektsart som beskrevs av Rampini, di Russo och Cobolli 2008. Diestrammena chenhui ingår i släktet Diestrammena och familjen grottvårtbitare. Inga underarter finns listade i Catalogue of Life.